# Blautopfhöhle
Die Blautopfhöhle (bisweilen auch als „Blauhöhle“ oder „Blautopf-Unterwasserhöhle“ bezeichnet) ist Teil des Blauhöhlensystems, des größten Höhlensystems der Schwäbischen Alb. Die großen Gangquerschnitte lassen trotz der bisher relativ geringen bekannten Länge eine noch erheblich größere Ausdehnung vermuten. Besonders bekannt ist der Blautopf, der den Abfluss der Blauhöhle bildet und den Fluss Blau speist.

## Entstehung
Die Blautopfhöhle ist vermutlich zu einer Zeit entstanden, als das Blautal noch von der Donau durchflossen wurde, zum Zeitpunkt seiner tiefsten Eintiefung. Zu dieser Zeit könnte die Blautopfhöhle direkt in die Donau entwässert haben. Seit der Verlagerung der Donau nach Süden wird das Tal von der Schmiech, Ach und Blau durchflossen. Diese kleinen Flüsse sind nicht in der Lage, das Sedimentmaterial abzutransportieren, und so wurde das Tal inzwischen etwa zwanzig Meter aufgefüllt. Die Höhle wurde überflutet und das Wasser, das immer noch der Blautopfhöhle folgt, muss von der ursprünglichen Quelle rund 20 m aufsteigen, um den Talgrund zu erreichen. Wäre die Schüttung geringer, hätte die Blau es nicht geschafft, diesen Höhlenausgang frei zu halten. Die genauen Zusammenhänge sind jedoch noch nicht abschließend geklärt.

## Ausdehnung

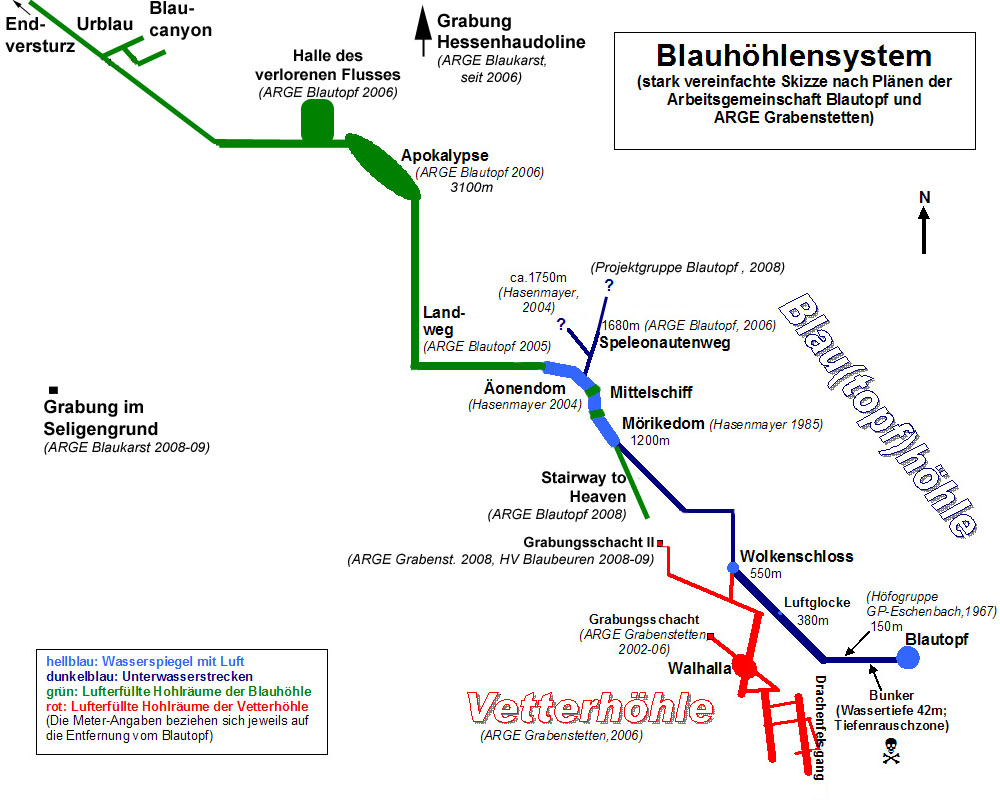
Planskizze des Blauhöhlensystems

Die Blautopfhöhle beginnt am Grund des Blautopfs in etwa 21 m Wassertiefe und erstreckt sich von dort nach Westen. Sie erreicht schnell 42 m Wassertiefe und knickt nach Nordwesten ab. Der Gang steigt und fällt mehrmals, insgesamt steigt er jedoch kontinuierlich und erreicht nach etwa 1.250 m schließlich die Karstwasseroberfläche. Lange wurde dies als erste Auftauchstelle betrachtet, es existieren jedoch nach etwa 380 m und 550 m (Wolkenschloss) weitere Auftauchstellen.
Bis August 2009 wurde das Blauhöhlensystem auf einer Gesamtlänge von schätzungsweise über 10 km befahren, wovon jedoch erst 7063 m genau vermessen wurden – davon entfallen 4900 m auf die Blautopfhöhle und 2257 m auf die zum Blauhöhlensystem gehörende Vetterhöhle. Über die tatsächliche Gesamtlänge des Blauhöhlensystems kann nur spekuliert werden. Aufgrund des großen Einzugsgebiets der Blautopfquelle von 150 km² und der in zahlreichen Färbeversuchen festgestellten hohen Abflussgeschwindigkeit kann jedoch auf die Existenz eines weitverzweigten offenen Flusshöhlennetzes von mehreren Dutzend Kilometer Gesamtlänge geschlossen werden.

## Forschungsgeschichte

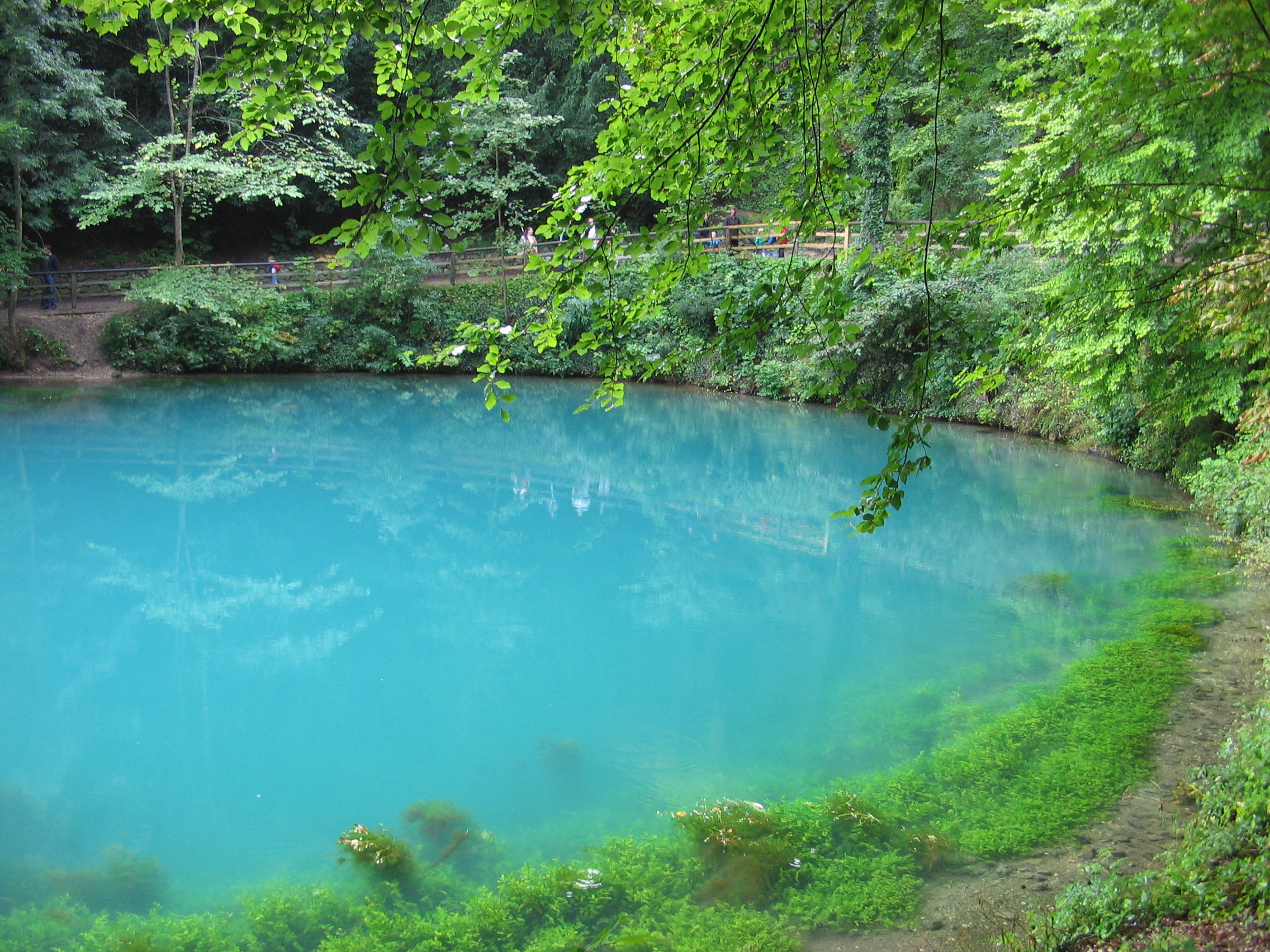
Der Blautopf

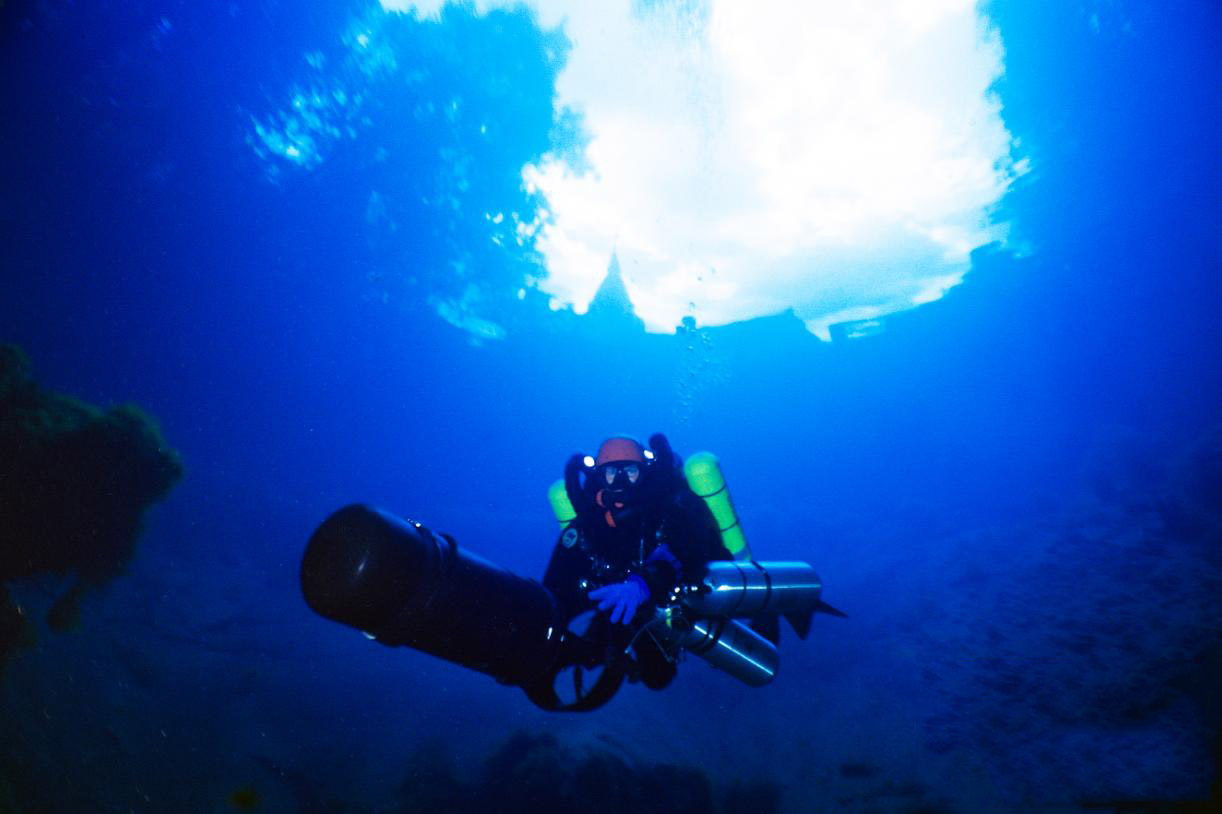
Taucher im Blautopf

Die Blautopfhöhle wurde, nach vielen erfolglosen Tauchversuchen seit dem 19. Jahrhundert, schließlich in den 1960er Jahren durch die Höhlenforschergruppe Göppingen-Eschenbach unter Leitung von Manfred Keller entdeckt. Im Folgenden wurde die Erforschung vor allem durch Jochen Hasenmayer immer weiter vorangetrieben. Dabei war der Forschungsstand immer abhängig von der Leistungsfähigkeit der Tauchausrüstung und des Tauchers. Hasenmayer leistete dabei Pionierarbeit und trieb sowohl die Erforschung der Blauhöhle als auch die Technik des Höhlentauchens immer weiter voran. Diese Forschung fand 1985 ihren Höhepunkt mit der Entdeckung des „Mörikedoms“, der ersten großen lufterfüllten Halle.
Aus einem Tauchunfall Hasenmayers im Wolfgangsee 1989, durch den er nun querschnittgelähmt ist, resultierte eine mehrjährige Pause in der Erforschung der Blautopfhöhle. Er entwickelte jedoch, zusammen mit dem Orgelbauer Konrad Gehringer, ein Speleonaut genanntes Höhlen-U-Boot, mit dem er seit den neunziger Jahren wieder in den Blautopf taucht. So konnte er die Folgehallen des Mörikedoms, das „Mittelschiff“ und den „Äonendom“ entdecken. Dabei handelt es sich um vergleichbar große Hallen, die durch brückenähnliche Strukturen getrennt sind, die sowohl überklettert als auch untertaucht werden können. Mit einer gewissen Berechtigung können alle drei zusammen als eine große Halle von 30 m Breite und 30 Meter Höhe bezeichnet werden, ausgefüllt mit einem fünf bis zehn Meter tiefen See. An dessen Ende folgt ein weiterer Unterwassergang („Speleonautenweg“) nach Norden, der sich nach kurzer Zeit teilt, doch beide Enden werden bald für eine weitere Erforschung mit dem U-Boot zu eng.
Seit Mitte der 1990er Jahre wird die Blauhöhle durch eine Gruppe von Höhlentauchern erforscht, die 1997 die Arbeitsgemeinschaft Blautopf gründeten. Die Höhlentaucher, die von mehreren regionalen Höhlenvereinen kommen, fanden sich vereinsübergreifend zusammen. Sie haben die Erforschung vielfältig vorangetrieben; so wurde erstmals die gesamte Höhle exakt vermessen. Dabei haben sie das „Wolkenschloss“, eine große lufterfüllte Halle vor dem Mörikedom, entdeckt. Die Höhlentauchtechnik wurde durch die Verfügbarkeit kompakter Atemgeräte revolutioniert, durch Kreislauftauchgeräte, die die ausgeatmete Luft wieder aufbereiten und damit sowohl die Tauchzeit verlängern als auch das notwendige Gewicht erheblich vermindern. In Verbindung mit Tauchscootern (Propellerschubgeräten) haben sie den Tauchgang bis zum Mörikedom von mehreren Stunden auf knapp eine Stunde gedrückt, eine wichtige Voraussetzung für die weitere Erforschung.
Mit der Entdeckung des sogenannten Landweg, eines offenen Flusshöhlengangs hinter dem Äonendom, gelang der Arbeitsgemeinschaft Blautopf im Jahr 2005 ein großer Forschungserfolg. Im Jahr 2006 konnte dieser Gang fast zwei Kilometer weit befahren und 2007 auch vermessen werden, bis zu einer enormen Halle, der Apokalypse. Sie misst 170 Meter in der Länge und sowohl in Breite als auch Höhe 50 Meter. Die Halle haben am 23. September 2006 Jochen Malmann und Andreas Kücha (Mitglieder der Arbeitsgemeinschaft Blautopf) entdeckt und Apokalypse genannt.
Seit 2002 versuchte außerdem die Arbeitsgemeinschaft Höhle und Karst Grabenstetten mit dem Projekt Vetterhöhle in der Nähe des Blautopfs einen trockenen Zugang zu den großen lufterfüllten Hallen des Blauhöhlensystems zu graben. Ab Mai 2006 wurden in der Vetterhöhle mehrere große Hallen entdeckt. Die Verbindung zwischen „Vetterhöhle“ und dem „Wolkenschloss“ in der Blautopfhöhle wurde im Herbst 2006 gefunden, wie die „Arge Blautopf“ und die „Arge Grabenstetten“ am 5. Oktober 2006 bestätigten. Als Zugang zum „Landweg“ ist diese Verbindung jedoch nicht hilfreich, weil danach immer noch etwa 700 Meter Tauchstrecke folgen.
Deshalb konnten bislang die tagfernen Höhlenteile nur von Tauchern erreicht werden, wobei die weiteren Forschungsarbeiten aufgrund der großen Schwierigkeiten bei der Befahrung zwei Biwaks erforderten. Bis Oktober 2008 wurden auf diese Weise hinter der Apokalypse die Höhlenabschnitte „Halle des verlorenen Flusses“, „Urblau“, „Blaucanyon“ und „Friedhof der Kuscheltiere“ entdeckt und in mehreren Forschungstouren bis Ende Juli 2009 vermessen. Das momentane Höhlenende bildet ein Versturz in etwa 4400 Meter Entfernung vom Blautopf.

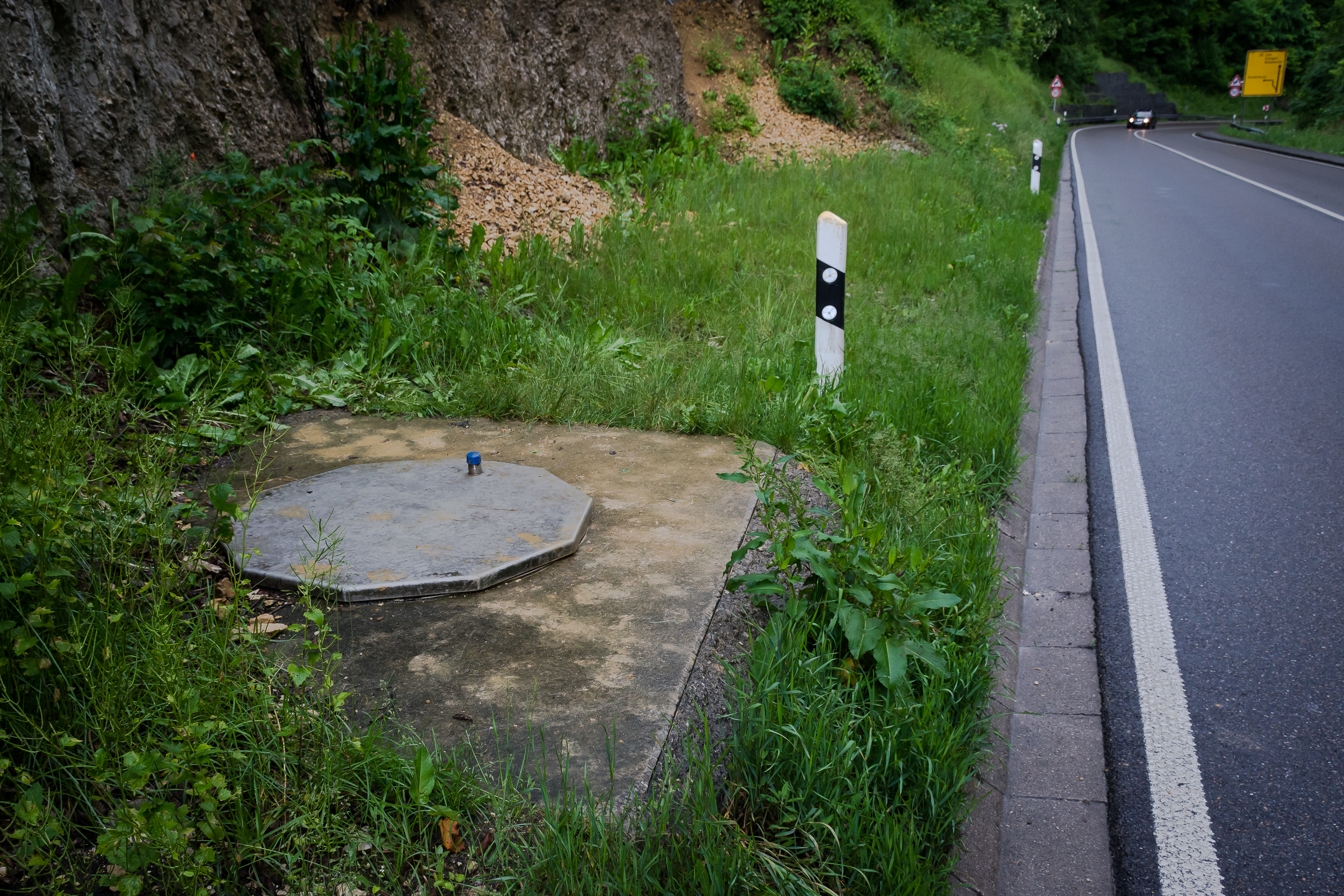
Zugangsschacht zur Blautopfhöhle neben der B 28

Ende April 2008 entdeckten Taucher der Arge Blautopf eine als „Stairway to Heaven“ bezeichnete Gangfortsetzung am südlichen Ende des Mörikedoms. Dieser trockene Gangabschnitt endet nach 270 Meter in einem Versturz direkt unter der B 28. Die Entfernung vom Ende des Stairway to Heaven bis zum nördlichen Ende der Vetterhöhle beträgt lediglich 60 Meter. Vermutlich ist eine frühere Verbindung der beiden Höhlen in diesem Bereich durch die Talbildung zerstört worden. Durch die Schaffung eines Forschungsstollens direkt neben der B 28 am 12. April 2010 wurde ein trockener Zugang in den an jener Stelle gut 17 Meter mächtigen Fels gebohrt.
Weitere Zugangsmöglichkeiten zur Blautopfhöhle werden durch die Arge Blaukarst in der Hessenhaudoline und in der Seligengrundhöhle vermutet.

## Medienberichte
Die Blautopfhöhle war in den letzten Jahrzehnten wiederholt in den Medien. Mehrere tödliche Tauchunfälle seit Ende der 1960er Jahre sorgten für Schlagzeilen und führten zu einem allgemeinen Tauchverbot. Seither darf nur noch mit einer behördlichen Sondergenehmigung im Blautopf getaucht werden. 
- Populär gemacht wurde die Blauhöhlenforschung vor allem durch den 1986 ausgestrahlten Fernsehfilm „Tauchfahrt ins kalte Herz der Alb“ von Ernst Waldemar Bauer, in dem erstmals die von Hasenmayer gewonnenen Filmaufnahmen des Mörikedoms der Öffentlichkeit vorgestellt wurden.
- Die neusten Forschungsergebnisse wurden im Januar 2007 in der 45-minütigen Dokumentation „Mythos Blautopf“ auf ARTE gezeigt.
- In der Frankfurter Allgemeinen Sonntagszeitung vom 18. November 2012 wurde auf den Seiten 62 und 63 über den Stand der Erforschungen im Jahre 2012 berichtet.
- In der Ausgabe April 2014 der Zeitschrift National Geographic Deutschland wurde auf den Seiten 38 bis 65 über die Erforschung der Blautopfhöhle berichtet.